# Резерват Бире Кпатус
Резерват Бире Кпатус (енгл. Bire Kpatuos Game Reserve) је заштићено природно подручје у Јужном Судану у вилајету Западна Екваторија, југоисточно од града Тумбуре. Захвата повшину од око 5.000 км². Обухвата тропске шуме са значајним стаништем бонго антилопа и жутолеђих дујкера.